# Melco Crown Entertainment

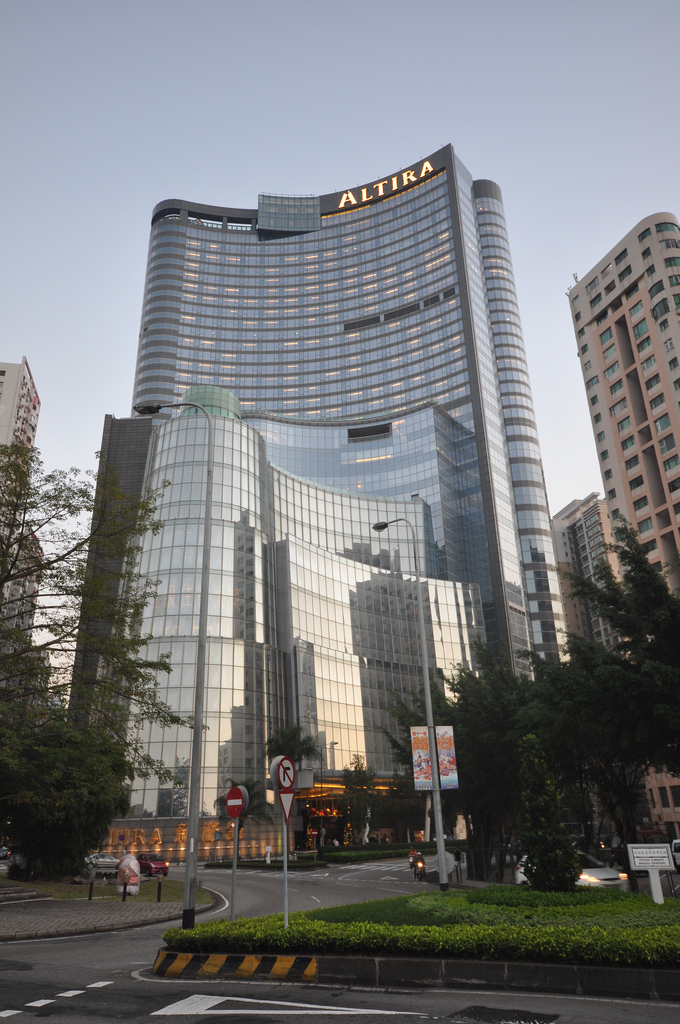
Altira Macau

Melco Crown Entertainment — гонконгская компания, работающая в сфере игорного и гостиничного бизнеса (казино, отели, курорты, торговые и развлекательные центры). Основана в декабре 2004 года как Melco PBL Entertainment (Macau) Limited, с мая 2008 года — совместное предприятие гонконгской многопрофильной группы Melco International Development и австралийского оператора казино Crown Resorts Limited (австралийский миллиардер и владелец Crown Джеймс Пекер выкупил долю PBL, после чего компания получила современное имя Melco Crown Entertainment). Руководителем и совладельцем компании является миллиардер Лоуренс Хо, сын игорного магната Стэнли Хо, который владеет другой игорной империей — SJM Holdings.
Дочерняя структура Лоуренса Хо Summit Ascent владеет рядом с Владивостоком (в игорной зоне Приморье) казино Tigre de Cristal и развлекательным комплексом (аквапарк, гольф-клуб и крытый горнолыжный курорт).
В 2018 году компания Melco Resorts and Entertainment приступила к строительству игорно-гостиничного комплекса City of Dreams Mediterranean в Лимасоле (Республика Кипр).   

## Структура
По состоянию на 2014 год рыночная стоимость Melco Crown Entertainment составляла 22,1 млрд долл., продажи — 5,1 млрд долл., в компании работало почти 12 тыс. человек. Штаб-квартира Melco Crown расположена в Гонконге (в небоскрёбе The Centrium), а основные объекты — в Макао. Главными активами компании являются: 
- Игорно-гостиничный комплекс City of Dreams в Котай (отели Crown Towers, Grand Hyatt Macau и Hard Rock Hotel, казино, ночные клубы, рестораны, театр и торговый центр);
- Игорно-развлекательный комплекс Studio City в Котай (парк развлечений, казино и торговый центр с колесом обозрения)[11];
- Отель-казино Altira Macau в Тайпе;
- Сеть салонов игровых автоматов Mocha Clubs;
- Игорно-гостиничный комплекс City of Dreams в Маниле (отели Crown Towers и Nobu Hotel Manila, казино, рестораны и торговый центр).

С 2006 года Melco Crown Entertainment котируется на бирже NASDAQ, с 2011 года — также на Гонконгской фондовой биржей.
Главными конкурентами Melco Crown Entertainment на рынке Макао являются компании SJM Holdings, Las Vegas Sands, Galaxy Entertainment Group, Wynn Resorts и MGM Resorts International.
City of Dreams (Макао)